# Autarkie
Autarkie of gesloten staatshuishouding (in de economische wetenschap ook een gesloten economie genoemd) is het (al dan niet economisch) streven om zo min mogelijk afhankelijk te zijn van anderen. Zelfverzorging of zelfvoorziening zijn synoniemen voor dit streven, zelfvoorzienendheid voor de toestand van autarkie.

## Voorbeelden
Autarkie (van Grieks αὐτος = "zelf" en ἀρκεῖν = "voldoende zijn") verwijst naar de drang onafhankelijk te zijn. De term is in de 21e eeuw ook terug te vinden in zelfvoorzienende woonconcepten, waarbij zelfvoorziening in voedsel, energie, water en afvalverwerking centraal staan. Een voorbeeld van autarkisch wonen is een earthship.
Ook op grotere schaal zijn er voorbeelden te vinden, zoals het Deense eiland Samsø dat qua energie volledig zelfvoorzienend is. In navolging hiervan streeft het Nederlandse eiland Texel naar een autarkie op het gebied van energie in 2030. De klimaatcrisis en hoge energieprijzen hebben autarkisch wonen weer op de agenda gezet in tegenstelling tot het streven naar centralisatie op verschillende gebieden.
In het verleden streefden verschillende totalitaire regimes en sekten vanwege isolationisme en wantrouwen naar autarkie:
- Nazi-Duitsland streefde vanaf 1933 naar autarkie. Dit onder invloed van een extreme paranoïde houding ten opzichte van de rest van de wereld. Daarnaast werd autarkie nagestreefd als voorbereiding op de komende veroveringsoorlog. Hierbij kon Duitsland immers alleen op zichzelf vertrouwen. Een belangrijk historisch argument dat werd aangehaald om de noodzaak van autarkie aan te tonen was de blokkade door de Britse vloot in de Eerste Wereldoorlog. Vanaf 1936 stond autarkie voorop in het eerste Vierjarenplan.
- In het Cambodja van Pol Pot werd autarkie met de harde hand nagestreefd omdat de rest van de wereld vergaand decadent zou zijn.
- De Socialistische Volksrepubliek Albanië onder Enver Hoxha streefde in de jaren 1976-1985 naar een strikte autarkie en slaagde daarin, hoewel het land door dit beleid zeer verarmde. Na Hoxha's dood werd internationale handel weer langzaam toegestaan en verbeterde de Albanese economie geleidelijk.
- Noord-Korea wenst een autarkie te zijn met de Juche-politiek.
- David Koresh en zijn Branch Davidians in Waco, Texas en andere sekten zoals de Orde van de Zonnetempel wilden vanuit eenzelfde paranoia autarkisch leven.

## Technische term
In de techniek ten slotte is autarkie een vergelijkbare term als de betekenis in de techniek van autonomie.